# Fabia
Fabia is een geslacht van kreeftachtigen uit de klasse van de Malacostraca (hogere kreeftachtigen).

## Soorten
- Fabia byssomiae (Say, 1818)
- Fabia carvachoi E. Campos, 1996
- Fabia concharum (Rathbun, 1894)
- Fabia felderi Gore, 1986
- Fabia malaguena (Garth, 1948)
- Fabia obtusidentata Dai, Feng, Song & Chen, 1980
- Fabia subquadrata Dana, 1851
- Fabia tellinae Cobb, 1973